# Wang-eun saranghanda
Wang-eun saranghanda (왕은 사랑한다?, lett. "Il re ama"; titolo internazionale The King in Love, conosciuto anche come The King Loves) è un drama coreano trasmesso su MBC dal 17 luglio al 19 settembre 2017. Basato sul romanzo omonimo di Kim Yi-ryung, è stato girato interamente prima della messa in onda.

## Trama
Da dieci anni il regno di Goryeo è un vassallo dei mongoli, e il principe ereditario Wang Won è disprezzato dal popolo, dai ministri e dal padre, re Chungnyeol, per il suo sangue misto, essendo figlio della principessa straniera Wonseong, figlia di Kublai Khan. Il suo unico amico è Wang Rin, il cui fratello maggiore Wang Jeon brama la posizione di principe ereditario. Per realizzare le sue ambizioni, Jeon organizza un finto salvataggio della figlia del ministro Eun Young-baek, San, in modo da sfruttare la riconoscenza dell'uomo per sposare la ragazza e mettere le mani sul suo ingente patrimonio. Nella concitazione del momento, però, la serva di San, Bi-yeon, viene ferita al volto e scambiata per la sua padrona: il ministro Eun approfitta del malinteso e sfrutta la cicatrice per evitare che la figlia venga prima o poi scelta per essere mandata a Yuan come tributo. Bi-yeon prende quindi il posto di San in famiglia, mentre la ragazza inizia a vivere da popolana con il nome di So-hwa. Alcuni anni dopo, Won e Rin, sotto mentite spoglie, incontrato So-hwa e se ne innamorano, mettendo a rischio la loro amicizia.

## Personaggi
- Wang Won, interpretato da Im Si-wan, Nam Da-reum (da adolescente) e Moon Woo-jin (da bambino)
- Eun San/So-hwa, interpretata da Im Yoon-ah e Lee Seo-yeon (da adolescente)
- Wang Rin, interpretato da Hong Jong-hyun e Yoon Chan-young (da adolescente)
- Song In, interpretato da Oh Min-suk
- Re Chungnyeol, interpretato da Jeong Bo-seok
25° sovrano di Goryeo e padre di Won.
- Principessa Wonseong (Qutlugh Kelmysh Beki), interpretata da Jang Young-nam
Figlia di Kublai Khan, moglie di re Chungnyeol e madre di Won.
- Choi Se-yeon, interpretato da Kim Byung-chun
Eunuco della principessa Wonseong.
- Hulatai, interpretato da Kim Jae-woon
- Dama di corte Jo, interpretata da Min Young-won
- Guardia del corpo della principessa Wonseong, interpretata da Baek Song-yi
- Eunuco Kim, interpretato da Kim Jeong-wook
Eunuco al servizio di Won.
- Jin-kwan, interpretato da Bang Jae-ho
Guardia del corpo di Won, è innamorato di Wang Dan.
- Jang-ui, interpretato da Ki Do-hoon
Guardia del corpo di Won.
- Wang Yeong, interpretato da Kim Ho-jin
Padre di Rin.
- Wang Dan, interpretata da Park Hwan-hee
Sorella minore di Rin, è innamorata di Wang Won.
- Wang Jeon, interpretato da Yoon Jong-hoon
Fratello maggiore di Rin.
- Eun Young-baek, interpretato da Lee Ki-young
Padre di San.
- Lee Seung-hyu, interpretato da Um Hyo-sup
Maestro di San.
- Bi-yeon, interpretata da Park Ji-hyun e Song Soo-hyun (da adolescente)
Cameriera personale di San.
- Goo Hyung, interpretato da Kim Jung-hak
- Song Bang-young, interpretato da Choi Jong-hwan
Cugino di Song In.
- Moo Bi, interpretata da Choo Soo-hyun
- Moo Suk, interpretato da Park Young-woon

## Ascolti
| Episodio | Data di trasmissione | Dati TNMS           | Dati TNMS                  | Dati AGB            | Dati AGB                   |
| Episodio | Data di trasmissione | A livello nazionale | Area metropolitana di Seul | A livello nazionale | Area metropolitana di Seul |
| -------- | -------------------- | ------------------- | -------------------------- | ------------------- | -------------------------- |
| 1        | 17 luglio 2017       | 8,0%                | 8,0%                       | 7,8%                | 9,0%                       |
| 2        | 17 luglio 2017       | 8,6%                | 9,3%                       | 8,1%                | 9,1%                       |
| 3        | 18 luglio 2017       | 6,0%                | 6,4%                       | 6,1%                | 6,5%                       |
| 4        | 18 luglio 2017       | 6,5%                | 6,8%                       | 6,4%                | 6,6%                       |
| 5        | 24 luglio 2017       | 6,9%                | 7,6%                       | 7,2%                | 7,9%                       |
| 6        | 24 luglio 2017       | 7,0%                | 7,2%                       | 7,0%                | 7,3%                       |
| 7        | 25 luglio 2017       | 7,1%                | 7,4%                       | 7,0%                | 7,5%                       |
| 8        | 25 luglio 2017       | 7,6%                | 8,0%                       | 7,2%                | 7,6%                       |
| 9        | 31 luglio 2017       | 6,5%                | 6,7%                       | 6,9%                | 7,1%                       |
| 10       | 31 luglio 2017       | 7,3%                | 7,8%                       | 7,8%                | 8,3%                       |
| 11       | 1 agosto 2017        | 6,5%                | 6,7%                       | 7,1%                | 7,6%                       |
| 12       | 1 agosto 2017        | 6,7%                | 6,9%                       | 6,9%                | 7,1%                       |
| 13       | 7 agosto 2017        | 6,6%                | 6,7%                       | 6,6%                | 6,7%                       |
| 14       | 7 agosto 2017        | 7,0%                | 7,6%                       | 6,3%                | 6,9%                       |
| 15       | 8 agosto 2017        | 7,0%                | 7,2%                       | 7,2%                | 7,4%                       |
| 16       | 8 agosto 2017        | 7,5%                | 7,8%                       | 7,2%                | 7,5%                       |
| 17       | 14 agosto 2017       | 7,0%                | 7,8%                       | 6,5%                | 7,4%                       |
| 18       | 14 agosto 2017       | 7,0%                | 7,9%                       | 6,6%                | 7,6%                       |
| 19       | 15 agosto 2017       | 6,6%                | 7,4%                       | 6,5%                | 7,3%                       |
| 20       | 15 agosto 2017       | 6,5%                | 7,6%                       | 7,4%                | 7,5%                       |
| 21       | 21 agosto 2017       | 7,1%                | 7,3%                       | 6,5%                | 7,4%                       |
| 22       | 21 agosto 2017       | 7,1%                | 7,8%                       | 7,0%                | 7,4%                       |
| 23       | 22 agosto 2017       | 7,5%                | 7,6%                       | 7,2%                | 7,3%                       |
| 24       | 22 agosto 2017       | 8,1%                | 8,2%                       | 7,7%                | 8,6%                       |
| 25       | 28 agosto 2017       | 7,4%                | 7,8%                       | 7,4%                | 7,6%                       |
| 26       | 28 agosto 2017       | 7,3%                | 7,4%                       | 7,4%                | 7,8%                       |
| 27       | 29 agosto 2017       | 8,3%                | 9,0%                       | 7,9%                | 7,9%                       |
| 28       | 29 agosto 2017       | 8,4%                | 7,9%                       | 8,1%                | 8,2%                       |
| 29       | 4 settembre 2017     | 7,3%                | 8,0%                       | 6,7%                | 7,4%                       |
| 30       | 4 settembre 2017     | 6,6%                | 7,3%                       | 7,0%                | 7,7%                       |
| 31       | 5 settembre 2017     | 7,5%                | 8,0%                       | 7,6%                | 8,8%                       |
| 32       | 5 settembre 2017     | 7,3%                | 8,8%                       | 8,6%                | 8,7%                       |
| 33       | 11 settembre 2017    | 5,6%                | 6,5%                       | 5,8%                | 6,8%                       |
| 34       | 11 settembre 2017    | 6,3%                | 6,7%                       | 6,4%                | 7,0%                       |
| 35       | 12 settembre 2017    | 6,6%                | 5,9%                       | 6,6%                | 7,0%                       |
| 36       | 12 settembre 2017    | 6,2%                | 5,8%                       | 7,2%                | 7,4%                       |
| 37       | 18 settembre 2017    | 6,1%                | 6,9%                       | 5,8%                | 6,6%                       |
| 38       | 18 settembre 2017    | 6,2%                | 6,3%                       | 6,8%                | 6,9%                       |
| 39       | 19 settembre 2017    | 7,3%                | 6,9%                       | 7,2%                | 7,4%                       |
| 40       | 19 settembre 2017    | 7,6%                | 7,3%                       | 7,6%                | 7,7%                       |
| Media    | Media                | 6,6%                | 7,41%                      | 6,6%                | 7,54%                      |

## Colonna sonora
1. Starlight – Roy Kim
2. But – Lee Hae-ri (Davichi)
3. Do You Know (아시나요) – Kim Yeon-ji
4. My Heart (내 마음은) – Im Si-wan
5. Could You Tell Me (말해줄래요) – Luna (f(x))
6. Stay – Jung Joon-young
7. Hidden Time (가려진 시간) – SE O
8. I Miss You (보고싶다) – Oliver
9. The King is coming
10. Prime Agent
11. Dark Prayer
12. The King's Shadow (왕의 그림자)
13. Butterfly
14. For The Thrones
15. He is Coming
16. In Your Eyes
17. The Honor
18. The King in Love
19. Wind of the Fields
20. Hero's Return (영웅의 귀환)

## Riconoscimenti
| Anno | Premio             | Categoria                                                              | Ricevente       | Risultato       |
| ---- | ------------------ | ---------------------------------------------------------------------- | --------------- | --------------- |
| 2017 | Korea Drama Awards | Premio alla massima eccellenza, attrice                                | Im Yoon-ah      | Candidato/a     |
| 2017 | Asia Artist Awards | Premio miglior artista, attrice                                        | Im Yoon-ah      | Vincitore/trice |
| 2017 | MBC Drama Awards   | Premio popolarità, attrice                                             | Im Yoon-ah      | Candidato/a     |
| 2017 | MBC Drama Awards   | Drama dell'anno                                                        |                 | Candidato/a     |
| 2017 | MBC Drama Awards   | Premio recitazione d'oro, attore in un drama speciale a progetto       | Jeong Bo-seok   | Vincitore/trice |
| 2017 | MBC Drama Awards   | Miglior giovane attore                                                 | Nam Da-reum     | Vincitore/trice |
| 2017 | MBC Drama Awards   | Miglior giovane attore                                                 | Yoon Chan-young | Candidato/a     |
| 2017 | MBC Drama Awards   | Premio alla massima eccellenza, attore in un drama del lunedì-martedì  | Im Si-wan       | Candidato/a     |
| 2017 | MBC Drama Awards   | Premio alla massima eccellenza, attrice in un drama del lunedì-martedì | Im Yoon-ah      | Candidato/a     |
| 2017 | MBC Drama Awards   | Premio all'eccellenza, attore in un drama del lunedì-martedì           | Hong Jong-hyun  | Candidato/a     |
| 2017 | MBC Drama Awards   | Premio all'eccellenza, attore in un drama del lunedì-martedì           | Oh Min-suk      | Candidato/a     |
| 2017 | MBC Drama Awards   | Premio all'eccellenza, attrice in un drama del lunedì-martedì          | Jang Young-nam  | Candidato/a     |